# Armando Cárdenas
Pour les articles homonymes, voir Cárdenas.
Cárdenas  Zamudio est un nom espagnol. Le premier nom de famille, en général paternel, est Cárdenas ; le second, en général maternel, souvent omis, est Zamudio.
Armando Cárdenas Zamudio, né le 2 janvier 1982 à Bogota, est un coureur cycliste colombien.

## Palmarès sur route

### Par année
- 2007
  - 4e étape de la Vuelta a Cundinamarca
- 2009
  - 3e étape du Tour du Zulia

### Classements mondiaux
| Année            | 2005 |
| ---------------- | ---- |
| UCI America Tour | 317e |

## Palmarès sur piste

### Championnats de Colombie
- 2003
  -  Médaillé de bronze de la course à l'américaine (avec Miguel Ángel Rubiano).
- 2005
  -  Champion de Colombie de la course scratch.
- Medellín 2010
  -  Médaillé d'argent de la poursuite par équipes (avec Edwin Ávila, Jarlinson Pantano et Camilo Suárez)[2].